# France (album)
Pour les articles homonymes, voir France (homonymie).
Albums de France Gall
Simple je – L'Intégrale Bercy
(1994) Concert public Olympia / Concert acoustique M6
(1997)
France est le dernier album studio de France Gall sorti en 1996. Il s'est vendu à plus de 300 000 exemplaires en France.

« La musique de Michel ?… Je la trouve belle. Ses mots me parlent et je la ressens comme si elle venait de moi. J'allais pas la lâcher comme ça. »

— France Gall, en frontispice de l'album (en exergue de la chanson Plus haut.)
Il s'agit d'un album de reprises de compositions de Michel Berger pour lesquelles France Gall a choisi des sonorités principalement R&B et funky avec la complicité d'anciens musiciens de Prince comme Michael Bland (en) (batterie) et Sonny Thompson alias « Sonny T. » (en) (basse). La chanteuse revisite dans ce disque, dont certains titres ont été enregistrés aux Paisley Park Studios, quelques-uns de ses plus grands succès (Ella, elle l'a, Évidemment, Résiste, Débranche…), des chansons de Michel Berger et notamment des titres moins connus du grand public (À quoi il sert, Que l'amour est bizarre, Lumière du jour…) ainsi que Message personnel initialement interprété par Françoise Hardy. À signaler que la chanson Si maman si figure uniquement sur les versions canadienne et sud-coréenne de l'album.

## Liste des titres
Toutes les chansons sont écrites et composées par Michel Berger, sauf indication.
| No  | Titre                                                          | Producteur                   | Durée |
| --- | -------------------------------------------------------------- | ---------------------------- | ----- |
| 1.  | Plus haut                                                      | Ricky Peterson               | 4:20  |
| 2.  | À quoi il sert ?                                               | Ricky Peterson               | 3:44  |
| 3.  | Laissez passer les rêves                                       | Stocker, Michael Railton     | 5:13  |
| 4.  | Que l'amour est bizarre                                        | Ricky Peterson               | 4:10  |
| 5.  | Débranche !                                                    | Ricky Peterson               | 4:45  |
| 6.  | Lumière du jour (dédicace : « À ma lumineuse amie Telsche »)   | Ricky Peterson               | 5:03  |
| 7.  | Résiste                                                        | Ricky Peterson, Kirk Johnson | 4:47  |
| 8.  | La Minute de silence                                           | Marcus Miller                | 4:27  |
| 9.  | Privée d'amour                                                 | Stocker, Michael Railton     | 4:38  |
| 10. | Évidemment                                                     | Ricky Peterson               | 4:30  |
| 11. | Ella, elle l'a                                                 | Ricky Peterson, Kirk Johnson | 5:10  |
| 12. | Les Princes des villes                                         | Kirk Johnson                 | 6:09  |
| 13. | Message personnel (paroles : Michel Berger et Françoise Hardy) | Ricky Peterson               | 3:44  |
| 14. | La Légende de Jimmy (paroles : Luc Plamondon)                  | Bruck Dawit                  | 3:35  |

## Crédits

### Musiciens

#### Formation de base
- Claviers : Ricky Peterson
- Basse, guitare rythmique, programmation : Paul Peterson (en)
- Programmation : Jeff Hull
- Guitare solo : Tim Pierce (en)
- Batterie : Vinnie Colaiuta
- Percussions : Lenny Castro
- Saxophone : Kirk Whalum
- Chœurs :
  - Arrangements : Dinky Bingham (en), France Gall
  - Choriste : Dinky Bingham (en)
  - Chœurs additionnels : Kathleen Bradford et Armand Sabal-Lecco (en) pour les autres titres sauf Privée d'amour, Les Princes des villes, La Légende de Jimmy

#### Que l'amour est bizarreetMessage personnel
- Arrangement des cordes : David Campbell
- Cordes : Larry Corbert, Berj Garabedian, Scott Haupert, Suzie Katayama, Peter Kent, Sid Page, John Scanlon
- Guitare solo : James Behringer sur Message personnel

#### La Minute de silence
- Basse, clarinette basse, claviers : Marcus Miller
- Programmation : Marcus Miller, David R. Ward
- Batterie : Ricky Lawson

#### Privée d'amour,Laissez passer les rêves
- Batterie, programmation : Stocker
- Claviers : Michael Railton
- Guitare : Marc Antoine (en)
- Basse : Doug Rasheed
- Chœurs additionnels : Bernadette Barlow, Michael Mishaw, Allen Sovory pour Privée d'amour

#### Résiste
- Trombone : Michael Nelson
- Trompettes : Steven Strand, David Jensen
- Saxophones :
  - Alto : Brian Gallagher
  - Baryton : Kathy Jensen

#### Les Princes des villes
- Chœurs additionnels : Thierry et Renaud Bidjeck, Leila Rami

#### La Légende de Jimmy
- Batterie : Michael Bland (en)
- Claviers : David Sancious, Herman Jackson
- Basse : Sonny Thompson alias « Sonny T. » (en)
- Guitare : Kamil Rustam
- Chœurs additionnels : Reggie Calloway

### Enregistrement
- Par Tom Tucker aux Record Plant Studios d'Hollywood (Los Angeles, Californie) sauf :
  - Par Tom Tucker, Tom Garneau, Kirk Johnson aux Record Plant Studios d'Hollywood (Los Angeles, Californie) et Paisley Park Studios de Minneapolis (Minnesota) pour Résiste et Ella, elle l'a
  - Par Brian Scheuble, David R. Ward aux Camel Island (Los Angeles), Sunset Sound Recorders d'Hollywood (Los Angeles), Pacific Recording Studios de North Hollywood (Los Angeles) pour La Minute de silence
  - Par Kirk Johnson aux Paisley Park Studios de Minneapolis (Minnesota) pour Les Princes des villes
- Re-recording additionnels : Bruck Dawit et Stéphane Briand au Studio Guillaume Tell de Suresnes (Hauts-de-Seine)

### Mixage
- Par Ray Bardani aux Studios Sony Music et The Hit Factory de New York
- Par Bruck Dawit :
  - Aux Studios Sony Music et The Hit Factory de New York pour Lumière du jour, Résiste, Privée d'amour, Message personnel
  - Au Studio Guillaume Tell de Suresnes (Hauts-de-Seine) pour La Légende de Jimmy
- Par Kirk Johnson aux Paisley Park Studios de Minneapolis (Minnesota) pour Les Princes des villes

### Pochette
- Conception : Peccinotti
- Photographie : Kate Barry

### Réalisation
« Je remercie tous ceux qui ont suivi ce projet à mes côtés et plus particulièrement Pauline et Raphaël. »

— France Gall.

## Autour de l'album
Plus haut, nouvelle version : cette chanson prend une dimension particulière après la disparition de son auteur en 1992. Totalement réorchestrée par la chanteuse, c'est celle qui, selon ses déclarations, justifie ce dernier album studio. Dans son intégrale Évidemment, elle écrit : « C'est ma chanson préférée. C'est tellement bizarre d'aimer une chanson plus qu'une autre. Elle me fait quelque chose à chaque fois. […] Il n'y a rien de commun entre la production de cette chanson faite par Michel en 1980 pour mon album Paris, France — que j'adore — et ma production en 1995. C'est la vie qui est passée par là et quand elle est dure, on ne chante pas pareil. J'ai profondément changé et ça s'entend ». France Gall s'étonne de ce texte écrit par son époux et qui résonne comme une prophétie :
Plus haut,

Celui que j'aime vit dans un monde

Plus beau,

Bien au-dessus du niveau des mots,

Dans un univers au repos

Et si je lui dis oui,

Il m'emmène avec lui…
Elle se réfère également à une autre chanson, toujours prophétique selon elle, un titre qu'elle a enregistré en 1973 juste avant sa rencontre décisive avec Berger et dont le texte est d'Yves Dessca et de Jean-Michel Rivat. Ceux-ci ont adapté en français une bossa nova écrite par le poète brésilien Vinícius de Moraes et composée par l'auteur-compositeur-interprète Toquinho dont l'original Maria vai com as outras (Maria va avec les autres) devient en français Plus haut que moi :
Toi qui fais des bonds plus haut que moi,

Toi qui sais chanter, chanter plus haut que moi,

Toi que la raison n'arrête pas,

Toi qui sais rêver, emporte-moi,

Saute les murs gris, emporte-moi

Dans ton horizon, ta vie, emporte-moi,

Toi qui vois là-bas plus loin que moi

Et plus haut que moi…
L'obsédante image du prince venu de là-haut et qui emmène France Gall encore plus haut est mise en scène pour la première fois par Robert Fortune pour son spectacle Tout pour la musique donné au Palais des sports de Paris en 1982. Au milieu de la fameuse chanson Plus haut, un clown blanc surgit du ciel, en équilibre précaire sur un fil, puis descend finalement pour emporter France Gall.
Elle associe cette vision aux conseils que le « producteur Berger » donne à l'aspirante « chanteuse Émilie » dans le conte musical télévisé Émilie ou la Petite Sirène 76 :
Chante-leur les mots pour émouvoir,

Fais-leur connaître ton pouvoir,

Et de l'est jusqu'à l'ouest

Et du nord jusqu'au sud

Suis ta musique où elle va…
Au point qu'elle place cette chanson interprétée par Berger en prologue de son dernier concert public à l’Olympia en 1996. Elle livre sa version personnelle de Plus haut accompagnée par « les musiciens dont elle rêvait ». Auparavant, elle a souhaité que Godard en réalise le clip. Ils se rencontrent et livrent Plus Oh !, mini-film où la chanteuse succombe devant les images récurrentes du héros s'enfuyant avec sa dulcinée dans ses bras vers un paradis blanc, un ailleurs intangible, d'indicibles hauteurs…